# Zellulitis (Entzündung)

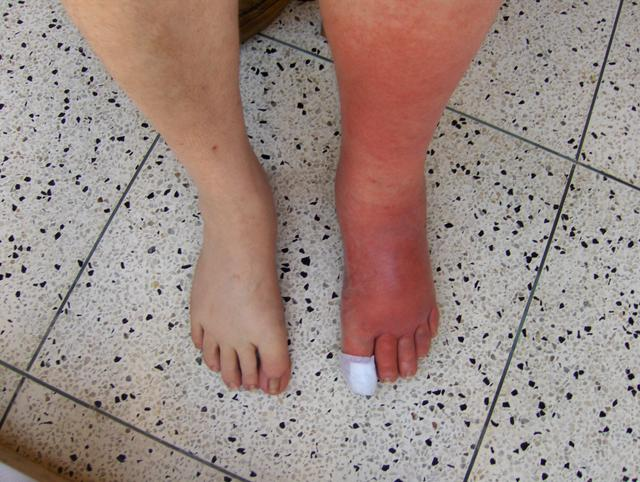
Zellulitis des Beins.

Zellulitis steht in der medizinischen Fachsprache für eine Entzündung der Haut und des darunterliegenden Gewebes, die durch eine Infektion hervorgerufen wird. Der Begriff Zellulitis wird häufig als Oberbegriff für zwei Arten von Infektionen verwendet: Erysipel (Wundrose), welche die oberen Hautschichten betrifft, und Phlegmone, welche tiefer in das Gewebe eindringt.
Im deutschen Sprachraum wird der Begriff Phlegmone oft als Synonym für Zellulitis verwendet, während im englischen Sprachraum der Begriff Cellulitis gebräuchlicher ist.
Zellulitis ist nicht mit Cellulite (ugs. Orangenhaut) zu verwechseln., obwohl die deutsche Ärzteschaft bis heute den Begriff "Zellulitis" für die sog. "Orangenhaut" verwendet. Zellulitis ist im Gegensatz zu Cellulite eine ernsthafte Erkrankung, die eine schnelle und angemessene ärztliche Behandlung erfordert.
Ein charakteristisches Merkmal von Zellulitis ist ein Hautareal, das warm, geschwollen und schmerzhaft ist und an verschiedenen Körperstellen auftreten kann, einschließlich Händen, Füßen, Unterschenkeln und Gesicht.
Die Entzündung wird durch Bakterien verursacht und deswegen kausal mit einem Antibiotikum behandelt.

## Ursache
Bakterien können durch eine Verletzung die tieferen Schichten der Haut infizieren:
Dies kann durch Insektenstiche oder kleine, nicht sichtbare Wunden (z. B. ein kleiner Holzsplitter) verursacht werden. Rissige und trockene Haut ist ein weiterer Faktor, der zu Zellulitis führen kann.
Typische Bakterien:
- Haemophilus influenzae,
- hämolysierende Streptokokken (Gruppe A)
- Pneumokokken